# Marcello Giombini
Marcello Giombini (* 24. Juli 1928 in Rom; † 12. Dezember 2003) war ein italienischer Filmkomponist.

## Leben
Giombini spielte seit jungen Jahren Kirchenorgel und begann nach seinem Musikstudium mit der Komposition von geistlichen Werken, dem klassischen Barock nachempfundenen Stücken und Filmmusiken.
In letzterem Bereich wurde er durch viele Italowestern, aber auch Arbeiten für andere Genreware bekannt. In den 1980er Jahren benutzte er auch das Pseudonym Pluto Kennedy sowie Marcus Griffin.
Giombini gilt als einer der Wegbereiter der elektronischen Musik in Italien. Auf dem Arp 2600 spielte er einige Platten ein. Zudem war dieser Synthesizer sein Hauptinstrument für viele seiner Filmmusiken.
Auch für die Musik zu Computerspielen für den Commodore C64 war er als Komponist und Produzent tätig.
Aus dem Bereich der Klassik wird seine Messa dei Giovani als eine der ersten Beatmessen und die 150 Salmi per il nostro tempo, von den über 100 Filmmusiken diejenige zu Sabata als herausragend angesehen.
Sein Sohn Pierluigi Giombini ist ebenfalls Komponist.

## Filmmusiken
- 1962: Vulcanus, der Titan (Vulcano figlio di Giove)
- 1962: Die Rache des Ali Baba (Le sette fatiche di Alì Babà)
- 1964: Der Größte der Gladiatoren (Il magnifico gladiatore)
- 1965: Scharfe Schüsse auf Jamaika (A 001: operazione Giamaica)
- 1965: Die vier Geier der Sierra Nevada (I quattro inesorabili)
- 1966: Wie tötet man eine Dame? (Das Geheimnis der gelben Mönche)
- 1966: 100.000 Dollar für einen Colt (La muerte cumple condena)
- 1966: Drei Pistolen gegen Cesare (Tre pistole contro Cesare)
- 1966: Irren ist tödlich (Per qualche dollaro in meno)
- 1967: Du stirbst um sechs in Tetuan (La lunga sfida)
- 1967: Perry Rhodan – SOS aus dem Weltall
- 1967: Rocco – der Einzelgänger von Alamo (Ballata de un pistolero)
- 1968: An den Galgen, Bastardo (¿Quién grita venganza?)
- 1968: Copper Face (Tutto per tutto)
- 1969: Garringo – der Henker (Garringo)
- 1968: Kommissar X – Drei blaue Panther
- 1969: Sabata (Ehi amico… c’è Sabata, hai chiuso!)
- 1970: Arriva Garringo (Reza por tu alma… y muere)
- 1970: … und Santana tötet sie alle (Un par de asesinos)
- 1971: El bandido Malpelo
- 1971: Sabata kehrt zurück (È tornato Sabata… hai chiuso un'altra volta)
- 1971: Weihwasser Joe (Acquasanta Joe)
- 1972: Zwei ausgekochte Halunken (La caza de oro)
- 1974: Fäuste wie Dynamit (Dallas)
- 1978: Der Angriff kommt aus dem All, und auf der Erde herrscht Terror (Occhio dalle stelle)
- 1980: In der Gewalt der Zombies (Le notti erotiche dei morti viventi)
- 1980: Man-Eater – Der Menschenfresser (Anthropophagus)
- 1980: Emmanuelle – Im Teufelskreis der Leidenschaft (Le journal érotique d’une Thailandaise)